# Linjak
Linjak (Tinca tinca) — vrsta je slatkovodne ribe porodice šarana (lat. Cyprinidae), roda linjaci (lat. Tinca) — reda šaranki (lat. Cypriniformes).
Poznat je i pod nazivima: Linj, Šlajn, Šlanj.

## Osnovna obilježja
Linjak ima izdužen oblik i njegova koža je prekrivena debelom sluzi, te je zelene, tamno zelene do zlatno žute boje. On može mjeriti, kako je objavljeno do 70 cm za maksimalne težine od 7,5 kg.

## Stanište i ponašanje
Linjak je vrlo česta slatkovodna riba u Europi i zapadnoj Aziji.
Nalazi se u mirnim vodama s muljevitim dnom i gustom vegetacijom, širokim, dubokim i sporim rijekama, u rukavcima, u jezerima i ribnjacima s plitkim područjima ili rijekama bez struja.

## Način hranjenja
On je pomalo društvena riba koja živi u malim skupinama ili pojedinačno. Zimi živi u stanju mirovanja, te se zakopava u mulj.
Njegova prehrana sastoji se od malih mekušaca, larvi kukaca, crvi i biljnih ostataka; to je riba koja iskapa s ustima opremljenim brkovima (osjetilne niti).

## Razmnožavanje
Mrijesti se od svibnja do srpnja, u mirnim vodama, plitkim, bogatim vodenim biljkama. Ženka ima od 300 do 800 tisuća jajašaca.

## Gastronomska vrijednost
Linjak je cijenjena riba u nekim mjestima, ali ponekad ima blagi okus po blatu. Prženi linjak (tencas fritas) je jedno od nekolicine tradicionalnih jela na temelju ribe Extremadure.

## Strani nazivi
Tench (engleski); Schleie (njemački); Tinca (talijanski); Tanche (francuski); Линь (ruski)

## Vanjske poveznice
|  | Zajednički poslužitelj ima stranicu o temi Linjak    |
|  | Zajednički poslužitelj ima još gradiva o temi Linjak |
|  | Wikivrste imaju podatke o taksonu Linjak             |
|  | Wječnik ima rječničku natuknicu linjak               |